# Какиса
Какиса (англ. Kakisa, с слэйви – «между ивами») — населённый пункт в Северо-Невольничьем регионе Северо-Западных территорий, Канада.
Населённый пункт расположен на востоке озера Какиса, и к юго-востоку от деревни Форт-Провиденс. Первоначально Какиса располагалась на берегу озера Татлина, но в 1962 году переехала на нынешнее место, чтобы быть ближе к шоссе Маккензи.

## Демография
По данным переписи населения 2021 года, население Какисы составило 39 человек, проживающих в 14 из 19 частных домов, что на 8,3 % больше, чем в 2016 году, когда численность населения составляла 36 человек. При площади 95,14 км² плотность населения в 2021 году составила 0,4 чел./км².
Основными языками в сообществе являются южный-слэйви и английский.